# Santiago Padrós
Santiago Padrós Elías (Tarrasa, 4 de junio de 1918 - Vendrell, 1 de mayo de 1971) fue un pintor y gran artista español del mosaico. Firmaba sus obras con el pseudónimo “Sant Yago”.

## Biografía
Cursó sus estudios primarios en las Escuelas Pías, donde recibió una sólida formación que marcó su estilo artístico. Sus estudios secundarios los hizo en el Instituto de Tarrasa, donde entre sus profesores tuvo al escultor Carlos Armiño Gómez, que lo animó a descubrir su sensibilidad artística y a entrar en contacto con la Escuela paisajística de Olot, que también ejerció una gran influencia en su dominio artístico. Sus estudios superiores los cursó en la Facultad de Filosofía y Letras de la Universidad de Barcelona, alternándolos con su asistencia en las aulas de arte de la Real Academia Catalana de Bellas Artes de San Jorge (situada en la Lonja de Barcelona).
En la Fiesta Mayor de Tarrasa del año 1936, durante una exposición organizada por "els Amics de les Arts", Santiago Padrós participó con la tela titulada "Ègara-Tarrasa", que le aportó grandes elogios mediáticos. La crítica en el diario Cròónica Social decía así: "... cabe mencionar también una tela del joven pintor Padrós que dice mucho a favor de este prometedor artista".
A sus 25 años de edad, mientras cursaba Filosofía y Letras obtuvo una beca de la Fundación Alexander von Humboldt, para asistir a clases en la Escuela Kronemburg, dirigida por el pintor Werner Peiner. Fueron los años de su formación artística definitiva, empapando su aprendizaje en los talleres de los escultores Georg Kolbe y Arno Brecker en Berlín y Joseph Thorak en Múnich. 
En 1947 en plena actividad creadora, empieza a interesarse plenamente por el mosaico y pasa una temporada en Venecia, Roma y Rávena, donde se encontraban los mejores mosaicos de Europa.
Pronto se le reconoció a Santiago Padrós su valor artístico y fue invitado a exponer en el "Salón de los Once", reservado a intelectuales y artistas destacados del momento. Fue decisiva en él la influencia estética novecentista del escritor y crítico de arte Eugenio d'Ors, quien le reservó grandes elogios. 
Cabe destacar el artículo "Tarrasa y el mosaico", publicado en el diario La Vanguardia (20 de octubre de 1946, página 3) en el que Eugenio d'Ors exalta su resurgimiento artístico diciendo: "Gran figura, con su barba a lo milanés 1926, con sus ojos fulgurantes a lo bereber, con su inspiración bebida en Múnich o Bizancio y con una habilidad ejercitada en los materiales oficios, Santiago Padrós puede a la vez estructurar entidades de vivaz porvenir y obrar mosaicos de tradicional esplendor...".
En 1946 Santiago Padrós diseñó un plafón "musivo" (palabra del latín antecedente de "mosaico"). Los romanos consideraban tan exquisito el arte del mosaico que creían solo podía ser creado por artistas favorecidos por las "musas".
Su Tarrasa era en aquellos tiempos una ciudad repleta de fábricas, muy activa, y le aportó la inquietud por el trabajo constante que Padrós supo aprovechar investigando ámbitos que le llevarían a un alto nivel artístico. En esta ciudad Santiago Padrós abrió su estudio artístico y pasó a tener una gran actividad generada por encargos llegados no solo de España sino también del resto del mundo, especialmente de iglesias que habían sido destruidas durante la guerra civil española. La exponencial demanda creciente le animó a abrir también una fábrica de vidrio ("Regio Pistrina") en Molins de Rey siguiendo el estilo de Murano.
Desde el año 1947 trabajó en distintos mosaicos de la Abadía de Montserrat (baptisterio, situados en el camarín y escaleras que suben a la Virgen de Montserrat).
El Marqués de Lozoya en la página 28 de su libro "Santiago Padrós" escribe lo siguiente: "Es muy importante también su obra como decorador de edificios civiles, estatales o particulares. Aquí el artista se olvida de su tradición paleocristiana y binzantina para continuar otra gran tradición mediterránea, la del mosaico pagano".
En los últimos años se había establecido con su esposa Montserrat Pascó (natural de Molins de Rey) en su vivienda (edificio "Neptú"), ubicada en el barrio de Comarruga del municipio de Vendrell (provincia de Tarragona). 
Eran las 20:30 horas de la tarde del sábado 1 de mayo de 1971, cuando en el término municipal de Bellveí (cerca de El Vendrell), en la carretera nacional N340, su vehículo chocó contra otro de matrícula extranjera y falleció. Fue enterrado en Comarruga con una gran manifestación de duelo popular y su ataúd fue llevado en brazos por la popular colla castellera "Els Nens del Vendrell" por la que Padrós tenía un gran aprecio.

## Obras

### Cúpula de la Basílica del Valle de los Caídos
Santiago Padrós dejó una extensa obra en dibujos y pinturas con un gran predominio de temas religiosos, destacando su faceta mosaista. Pero su obra de mayor envergadura (40 metros de diámetro por 42 metros de alto) es, sin duda alguna, el mosaico de la Cúpula de la Basílica del Valle de los Caídos (en San Lorenzo de El Escorial, a 57 kilómetros de Madrid).   
Con una superficie en planta de 2.000m² este mosaico es el mayor donde se ha aplicado en España la técnica musiva que, con más de 5 millones de piezas (teselas), la convierten en uno de los mayores mosaicos del mundo. Padrós tardó cuatro años en hacerlo, instalándose al principio en los vacíos espacios del Teatro Real de Madrid y luego en su propio estudio madrileño para implementar sus creaciones en la misma cúpula.  
La dificultad extrema del mosaico, sabiamente solventada por Santiago Padrós, reside en la difícil técnica de representación de imágenes sobre superficies abovedadas sin que sufran ninguna deformación (como ocurre con una fotografía que al hacerla convexa queda deformada). La maestría de Padrós logró crear sobre cartón plano imágenes deformadas que al aplicarlas sobre cúpula podían ser contempladas sin ninguna deformación.  
La iconografía está inspirada en El Juicio Final de la Capilla Sixtina del Vaticano, con grupos de figuras ascendentes y una gran variedad de anatomías que recrean los ignudi de Miguel Ángel. 
Aparece como figura central la imagen de Cristo en Majestad rodeado de ángeles sobre varios grupos de santos y mártires. A su derecha está representada una gran figura del Apóstol Santiago que encabeza la procesión de un copioso número de santos, entre ellos San Isidoro, Santo Domingo de Silos, Santo Domingo de Guzmán, San Raimundo de Peñafort, San Ignacio de Loyola y Santa Teresa de Jesús. A su izquierda, San Pablo preside otro grupo de mártires y a ambos lados surgen otros dos grupos de figuras anónimas representando a los caídos: a la derecha los héroes (en la parte inferior con banderas y otros detalles alusivos al combate en que cayeron), a la izquierda los mártires religiosos y civiles. La Virgen, frente al Cristo, preside otros grupos que también se dirigen hacia Dios. 
Por ser de tan grandes dimensiones, Padrós diseñó y construyó previamente su obra sobre el suelo de un taller que había ubicado en el Teatro Real de Madrid. 
Una vez terminado, Padrós pegaba un papel encima, lo cortaba en trozos y los enumeraba para poderlos trasladar a posteriori a su destino final en el Valle de los Caídos y así poderlos colocar con alta precisión en la misma cúpula.
La obra posee multitud de rostros y, para no repetirlos, Padrós tuvo la genial ocurrencia de buscarlos mientras viajaba por el metro de Madrid. Comenzaba en una estación término y, mientras iba sentado, dibujaba en una libreta sobre sus rodillas los diferentes rostros que detectaba en mujeres y hombres que entraban y salían durante el trayecto del metro.
En todo el mosaico, Padrós dejó plasmada una nutrida representación del santoral español. Destacan figuras catalanas como la de Santa Eulàlia, patrona de Barcelona, la del obispo y mártir San Fructuoso, de Tarragona, la de San Cucufate (Sant Cugat), mártir decapitado en Barcelona, la de Sant Narcís, obispo de Girona y la de San Bernardo, de Poblet. 
Bajo la cúpula, el Altar Mayor está presidido por un gran Cristo crucificado, esculpido por el artista Beobide y policromado por su maestro Ignacio Zuloaga. La mesa del Altar luce bajorrelieves en chapa dorada labrados por el artista Benito Espinós con escenas del Santo Entierro y la Sagrada Cena.
Cabe destacar el rostro de Cristo en el pantocrátor que preside la cúpula con el autorretrato de Padrós (tenía por costumbre plasmarlo), así como el de su esposa (Montserrat Pascó) como el de la Virgen.

### Su extensa obra
- 1934: pintura al óleo "Paisatge d'Olot" (colección Josep Pascó i Massó, Molins de Rey)
- 1935: dibujo "Estudis del mercat d'Olot" (colección Josep Pascó i Massó, Molins de Rey)
- 1938: acuarela "Pont sobre el riu Éssera" (colección Santiago Casamitjana, Tarrasa)
- 1939: pintura mural al óleo "Verge del Carme" (capilla de les Hermanas Carmelitas, Tarrasa. Pintura al óleo sobre fondo dorado (Escuelas Pías, Tarrasa)
- 1940: dibujo "Montserrat Pascó" (colección Josep Pascó i Massó, Castellar del Vallés)
- 1941: óleo sobre tela "La liberación del Alcázar de Toledo" (Hogar de Excombatientes, Tarrasa. Óleo sobre tela "Paisaje del Vallés" (colección Josep Pascó i Massó). Mosaicos para la capilla de la esglesia dels Escolapis de Caldas de Malavella
- 1942: pintura al temple "Finca Valldòria" Manresa)

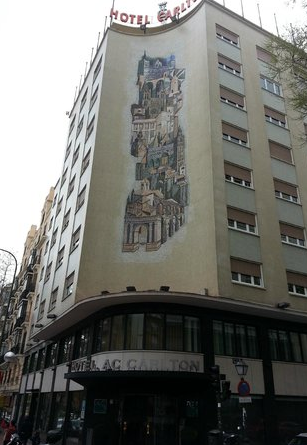
mosaico de Padrós en la fachada del hotel Carlton de Madrid

- mosaico de Padrós en la fachada del hotel Carlton de Madrid1943: pintura mural en oro y sepia (Hogar de Excombatientes, Tarrasa). Decoración mural del presbiterio parroquial de San Juan de Berga.
- 1944: retablo al óleo "Aparición de la Virgen a San José de Calasanz" (capilla del colegio de Caldas de Montbui). Mosaico (colección Ramón Pagès, Tarrasa). Mosaico (Consejo Superior de Investigaciones Científicas, Madrid)

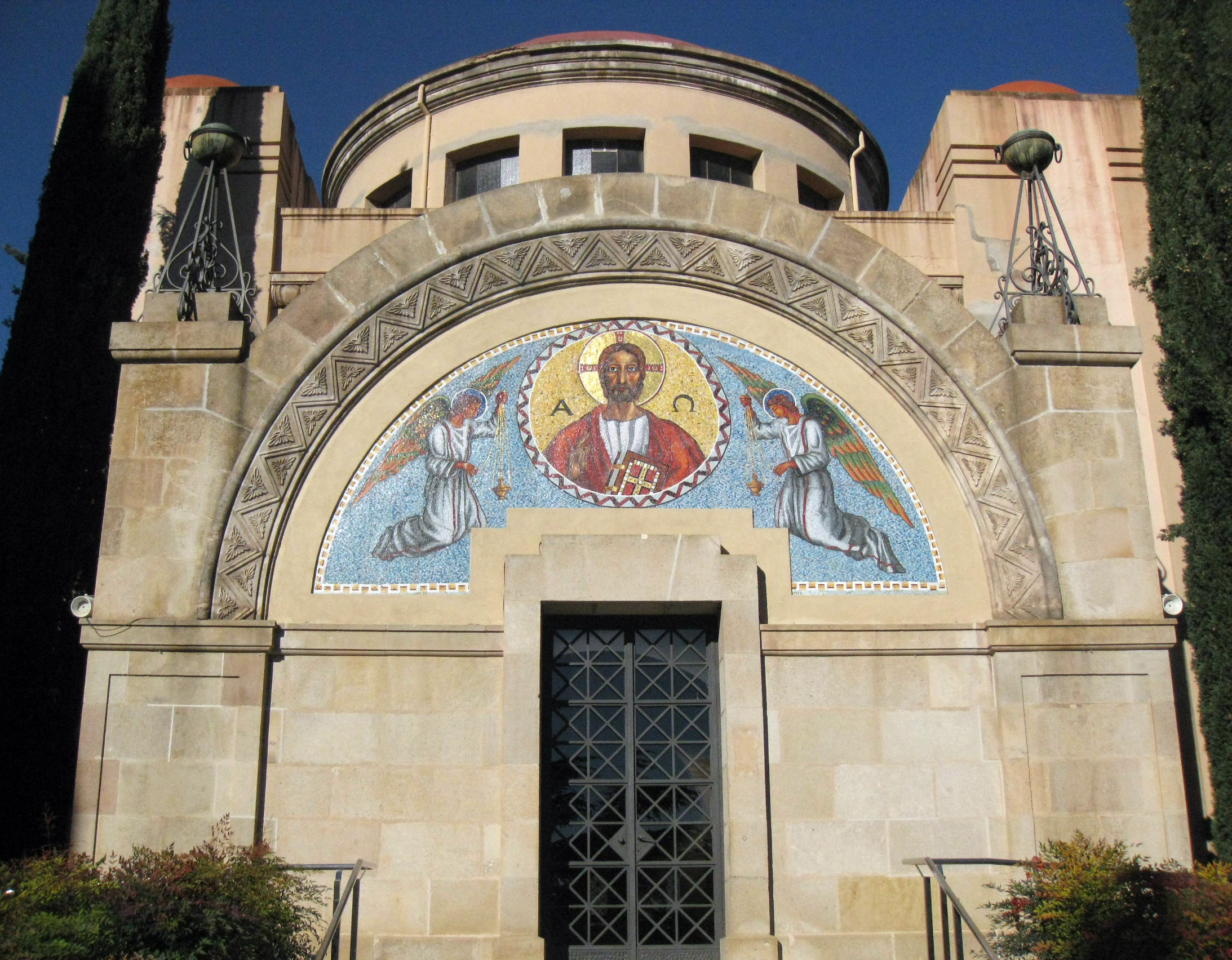
mosaico del Pantocrátor en el cementerio de Tarrasa, Barcelona

- 1945: mosaico (colección Joan Joly, Matadepera). Mosaico "Pantocrátor" (cementerio nuevo de Tarrasa)
- 1946: mosaico del Gran Casino de Tarrasa. Mosaico del Santuario Benedictino del Miracle (Solsona). Mosaico en la Abadía del Monasterio de Montserrat, Macizo de Montserrat. Mosaico de la capilla de Francisco Torredemer, (Premiá de Dalt)

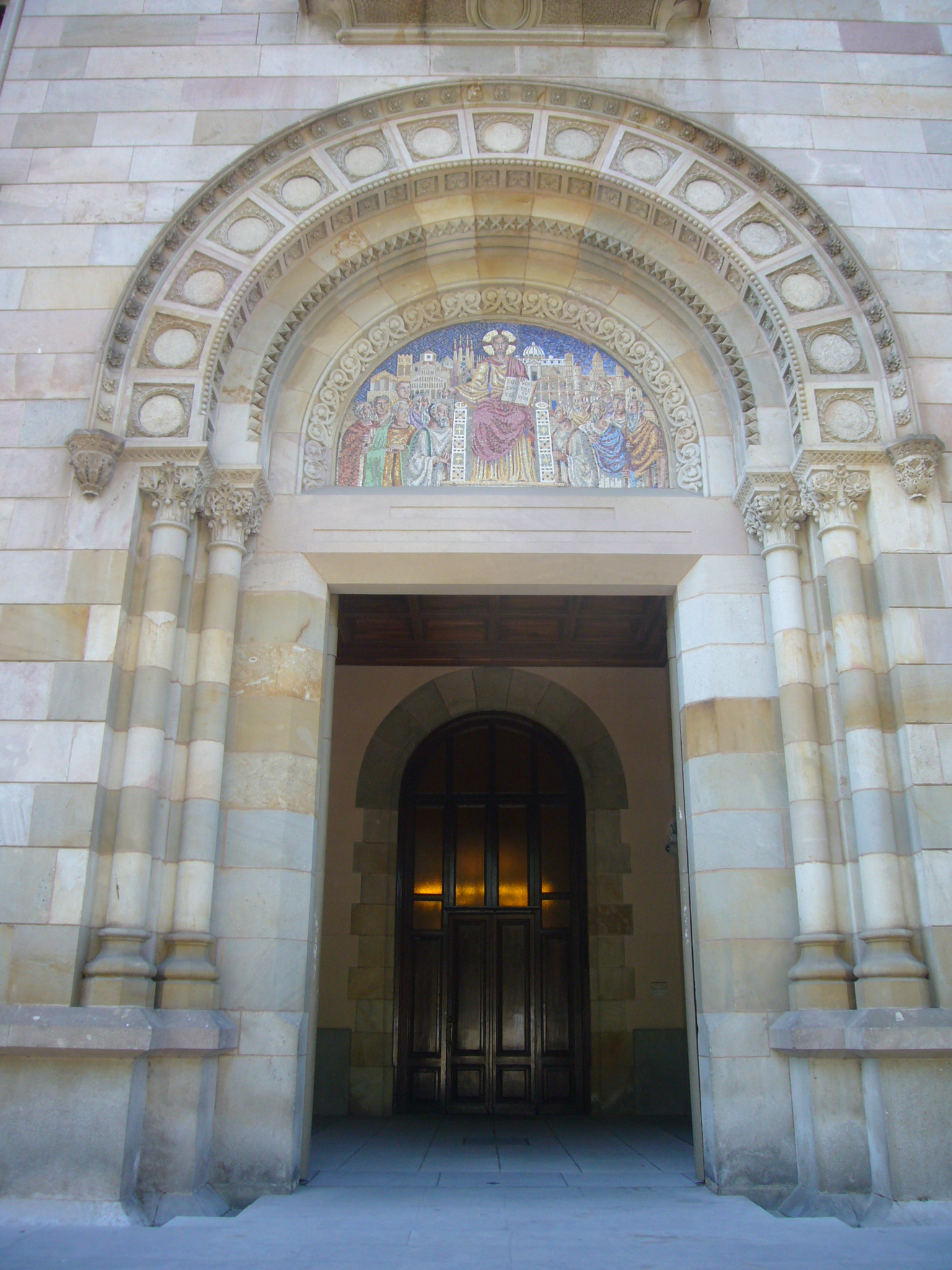
mosaico del Pantocrátor de la entrada principal al Seminario Conciliar de Barcelona

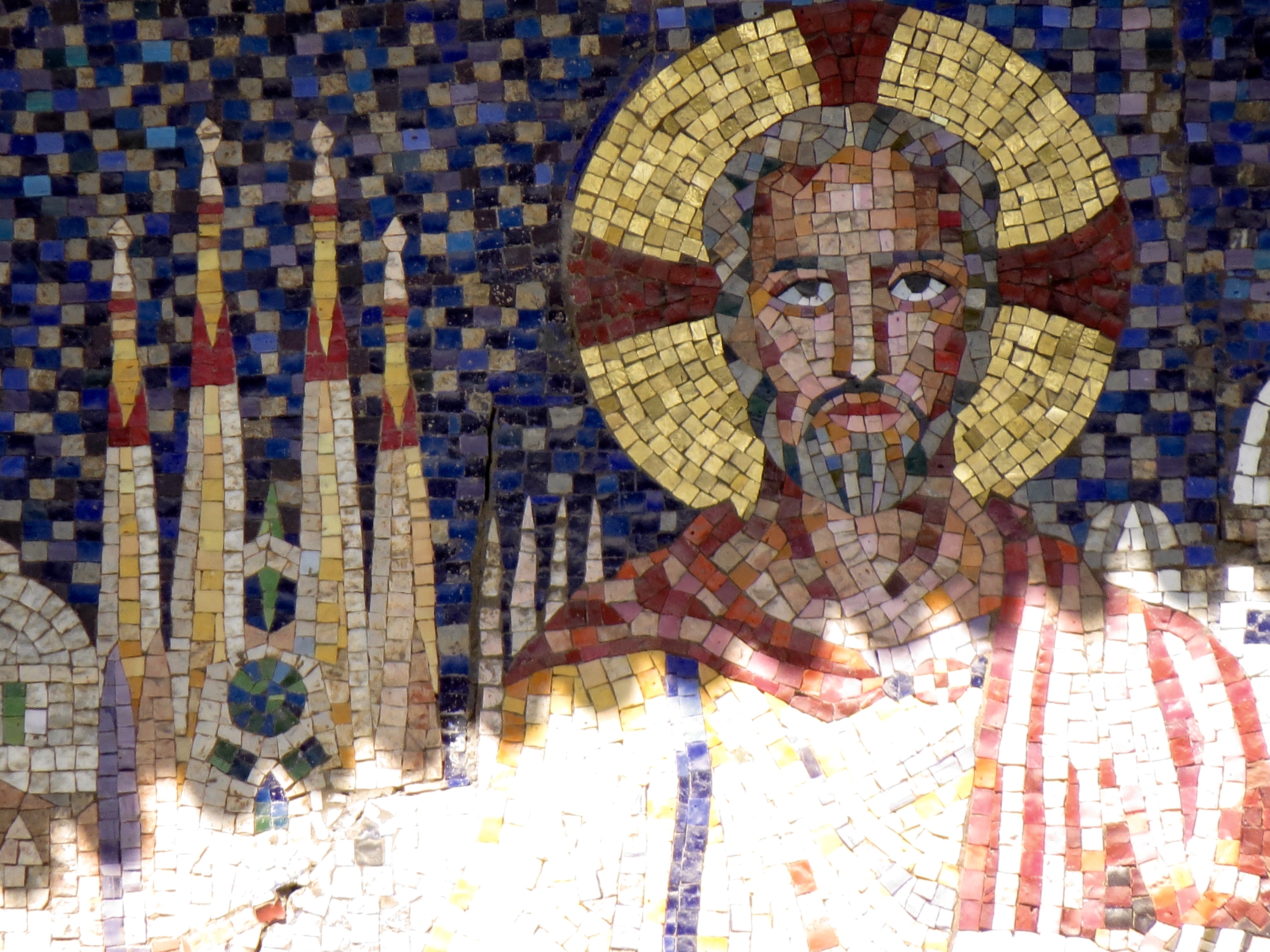
mosaico del Pantocrátor sobre la entrada principal del Seminario Conciliar de Barcelona (C/Diputación 231)

1947: pinturas al fresco (casa del artista en Comarruga). Pinturas al temple sobre fondo de plata (colección del artista). Mosaicos en Tímpano Seminario Conciliar de Barcelona Barcelona. Mosaicos de la "Escalera de las Santas" en la Abadía del Monasterio de Montserrat (Macizo de Montserrat)
- 1948: boceto a la mina de plomo (colección del artista). Mosaico (Iglesias románicas de Tarrasa). Mosaico "San Cristóbal" (fachada Ermita San Cristóbal de Villanueva y Geltrú). Mosaico "Sant Cosme i Sant Damià" (fachada casa del Dr.Manuel Echevarría y Bargunyó de Villanueva y Geltrú. Mosaico en Museo de la Catedral de Santiago de Compostela)
- 1949: mosaicos Colección Edouard Maire (Ginebra). Mosaicos (Industrias March, Tarrasa). Sanguina y pintura al fresco (colección Josep Pascó, Molins de Rey). Mosaicos "Cripta del Tercio" de (Nostra Senyora de Montserrat). Pintura al fresco (Capilla de la finca Lorenzo Ubach, Viladoms de Dalt).
- 1950: mosaicos "San Pablo y Santa Lucía" (fábrica Sanllehí, Tarrasa). Mosaicos diversos (escuela Lanaspa, Tarrasa)
- 1951: mosaicos "San Miguel", "Virtudes cardinales", "Iglesia purgante", "Iglesia militante", "Sacramentos" y cuatro ángeles inspirados en la iconografía románica de San Clemente de Tahull (altar mayor, cúpula y tímpanos de iglesia parroquial de San Miguel Arcángel, Molins de Rey).
- 1951: inicia el proyecto de mayor envergadura en su vida artística: la decoración de la cúpula central de la Basílica de la Santa Cruz del Valle de los Caídos de San Lorenzo de El Escorial (Madrid). El taller-estudio para crear esta obra lo instala dentro del Teatro Real de Madrid.
- 1952: mosaicos (colección María Antonia Homs de Obiols, Tarrasa
- 1953: mosaico "Santa Cena" y "Sagrado Corazón" (capilla del Santísimo, iglesia San Miguel Arcángel, Molins de Rey). Mosaico "Cenáculo" (colección Ramón Alavedra). Mosaico decorativo (Caja de Ahorros y Monte de Piedad. Tarrasa)
- 1954: mosaico "El hijo pródigo" (vestíbulo edificio en c/General Pardiñas, Madrid)
- 1955: mosaico "Ávila" (colección Camilo José Cela, Palma de Mallorca)
- 1956: mosaico "Instrumentos musicales" (28 paneles, exterior templete del Teatro Real, Madrid). Mosaico "Neptuno" (colección Montserrat Pascó, Comarruga)

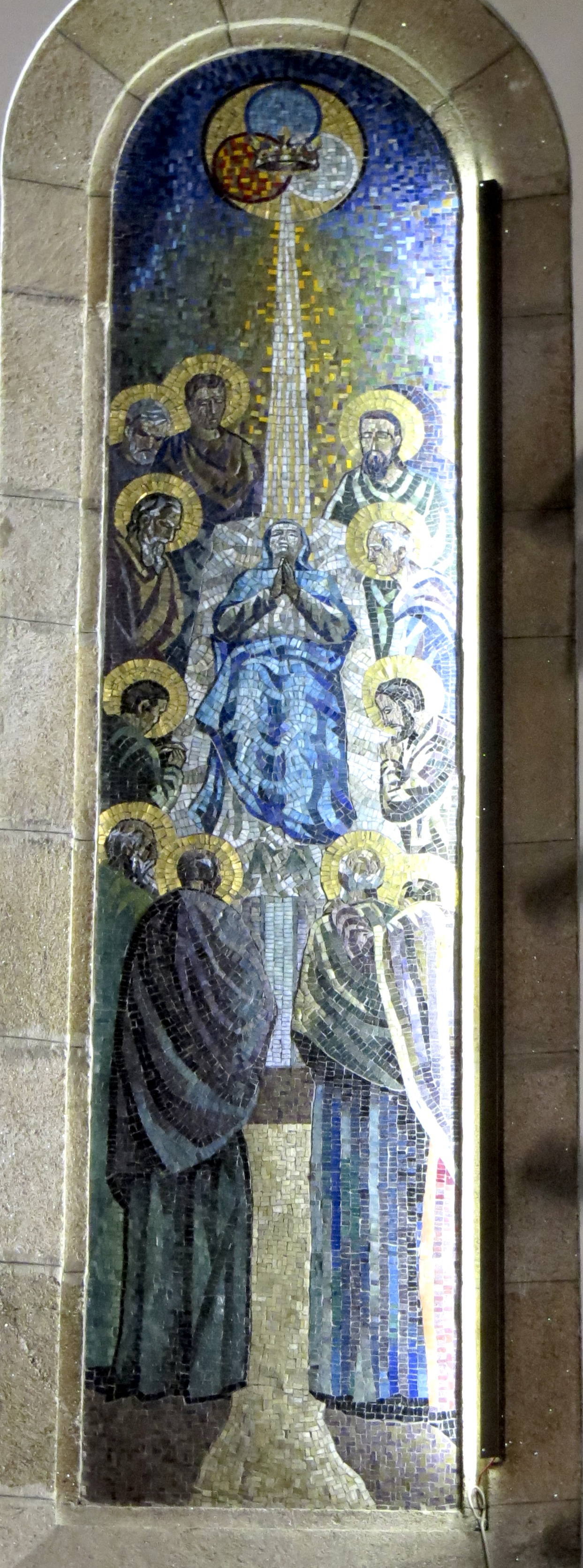
detalle de uno de los 21 mosaicos de Padrós en Ourense

- detalle de uno de los 21 mosaicos de Padrós en Ourense1957: crea 21 mosaicos para la nueva iglesia de Nuestra Señora de Fátima de Orense

- 1958: mosaico "Sepelio de Jesús" (Sacristía Basílica del Valle de los Caídos de San Lorenzo de El Escorial, Madrid)
- 1959: mosaico "Mural de Orfeo" (Hotel Wellington, Madrid). Mosaico "Ciudades españolas monumentales" (fachada Hotel Carlton, Madrid)
- 1960: mosaico "Ángel del Paraíso y Ángel de la Anunciación" (capilla Ministerio de Información y Turismo, Madrid). Mosaico "El agua, la agricultura y la industria" (central hidroeléctrica, Caldas de Bohí)
- 1961: mosaico Iglesia de la Ascensión (Puerto Rico). Mosaicos murales "Vía Crucis" (Nueva Jersey, EE.UU.)

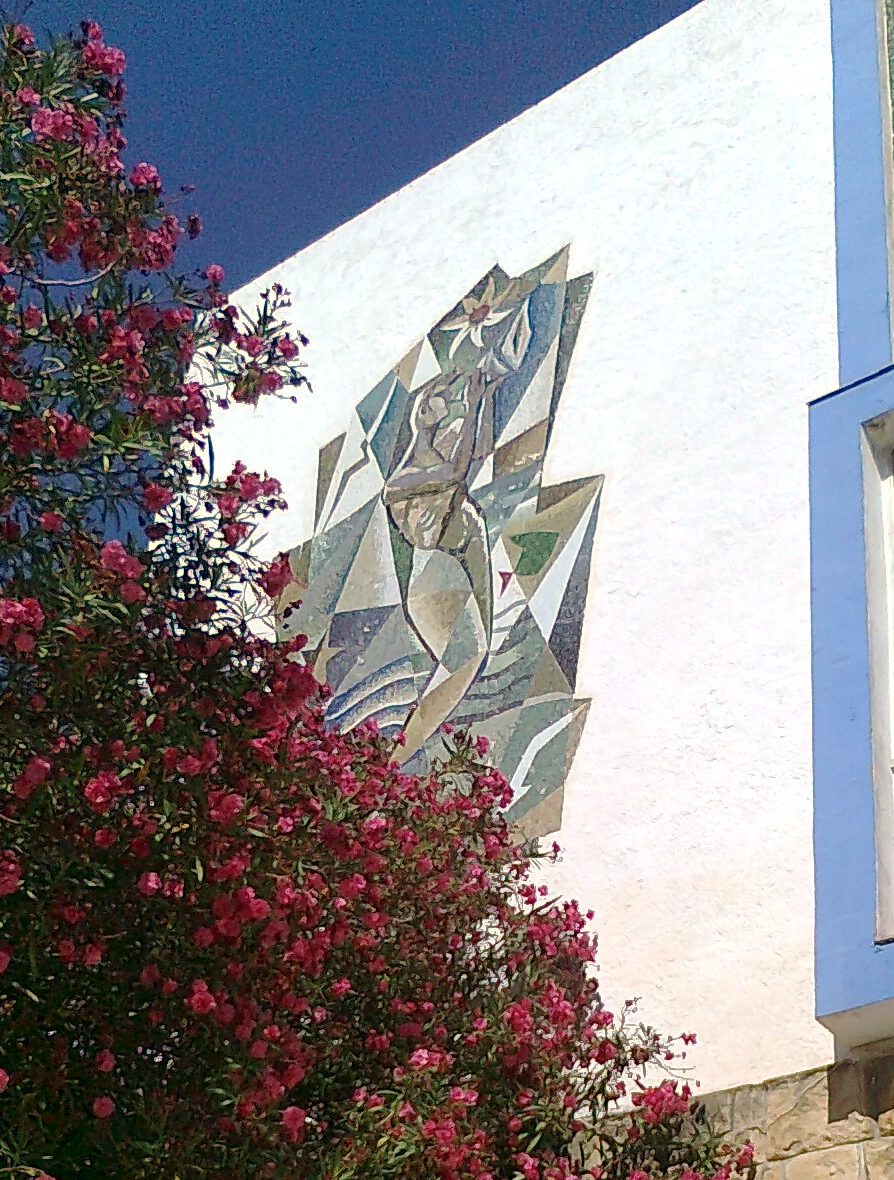
Fachada del Teatro Brisamar en Comarruga (Tarragona)

- 1961: mosaicos fachada teatro Brisamar (Vendrell)
- 1962: mosaico "Virgen de la Granada" (Colegio Orden San Juan de Dios, Zaragoza). Mosaicos en Iglesia Sant Ramón Nonat, Comarruga, Vendrell). Mosaico "Pantocrátor" (Torrelavega). Mosaico "Batalla de Lepanto" (Sanatorio María Auxiliadora, San Juan de Puerto Rico). Vidriera "La Sagrada Familia" (Iglesia Virgen Grande, Torrelavega)
- 1963: diversos mosaicos de gran envergadura en la Concatedral de Vigo. Mosaico "Santiago Apóstol a caballo" en el Presbiterio parroquial de Santiago de Cartes en Santander)
- 1964: mosaico "Cenáculo" (Seminario Padres Jesuitas, Bombay, India)
- 1965: mosaico "Anunciación de la Virgen" (Presbiterio del altar mayor, Parroquia de la Anunciación de Burgos). Mosaico "Toledo" (colección Edouard Maire, Ginebra)
- 1966: mosaicos de la Basílica de Jesús de Medinaceli de Madrid. Mosaico "Anunciación" (Capilla Santuario Villablanca, Arévalo). Mosaico "Tema simbólico" (Comisariado Marítimo español, Madrid)
- 1967: mosaico mural "Ciudades españolas" (aeropuerto de Madrid-Barajas, Madrid). Mosaicos "Altar del Sant Crist" (parroquia Nostra Senyora del Carme, Lérida). Mosaico "Peregrinación a Santiago" (edificio Plus Ultra, Pamplona). Mosaico mural (3 metros de altura) de la ciudad de Madrid desde la perspectiva del río Manzanares (edificio c/Príncipe de Vergara, Madrid).
- 1968: mosaico "San Patricio" (Saint Patrick Church, Devlavi, India). Mosaico "Alegorías" (fachada del Instituto de Enseñanza Media de Tarrasa-Sabadell). Mosaico "Cristo Crucificado" en la iglesia de San Pedro y San Felices de Burgos. Mosaico "San Lucas" (colección Tornos Solano, Barcelona). Mosaico "tema angélico" en la cripta de la Jefatura Provincial de Tarragona.
- 1969: mosaico "Aparición de la Virgen" en la iglesia de Nuestra Señora de Fátima de Vigo. Mosaico mural "Célula de la vida" en los Laboratorios Pevya del Dr.Puig Muset de Molins de Rey. Mosaico "Signos del Zodíaco" (colección Llauradó, Tarragona). Mosaico "naves catalanas" en la Colección Jordi Vinyas (Cala Canyelles, Costa Brava, Gerona).
- 1970: mosaico "Los Elementos" (colección Ramón Claramunt, Igualada). Mosaico "Mural de las monedas" dentro del antiguo Banco HispanoAmericano de Tarrasa (actualmente zona de probadores de la tienda de ropa H&M). Mosaicos "Las bodas de Canáa y La Sagrada Familia" (colección Juan Vallet de Goytisolo, Madrid). Mosaicos "Los elementos y Las cuatro estaciones" (colección Antonio Casamitjana, Tarrasa). Mosaicos en Cripta-Panteón de la Familia Franco del cementerio de Mingorrubio (Madrid). Mosaico "Angeles y Cupulín" (cripta del Tercio de Requemes de Ntra.Sra.de Montserrat). Mosaico "Amsterdam" (colección José Vilagut, Barcelona). Mosaico para el edificio Valero de Molins de Rey. Mosaico "Los alquimistas" (farmacia Miralles, Villafranca del Panadés). Mosaico "Alegoría de Montserrat" en el presbiterio del altar mayor de la iglesia parroquial de Clariana. Mosaico "El milagro del vino" en la iglesia parroquial de Gornal.

- 1971: mosaico "Madrid antiguo y moderno" (colección J.Chover, Madrid). Mosaico "Alegoría de la caza mayor" (colección Frederic Segura i Freixa, Matadepera).